# 雷莊𠒇
雷莊𠒇（1994年6月13日—），原籍廣東台山。2017年度香港小姐競選冠軍、最上鏡小姐；2018年度國際中華小姐競選季軍；2024年度环球小姐香港赛区季军。

## 簡歷
雷莊𠒇祖籍廣東台山，於加拿大埃德蒙顿出生，小時候於溫哥華生活。她7歲時回流香港，於香港長大。曾於香港就讀港島中學。2011年，她重返加拿大入讀高中，卻休學一年，再到多倫多大學修讀學士，主修僱傭關係，副修英文寫作修辭。2016年畢業後曾當過模特兒。 

### 參加選美
雷莊𠒇在2017年參加《香港小姐競選》，並於賽前外景特輯《不懂撒嬌的女人遇上香港小姐》中所有比賽環節中勝出，繼而被傳媒視為大熱門。她於決賽當晚評判最後投票環節中，本來與另一佳麗何依婷同票打和，但獲美麗大學校長鄭裕玲最後一票支持而奪得冠軍寶座。
賽果公布後，她遭到部分市民抨擊，指她為歷屆最醜的港姐冠軍。對此，雷莊𠒇則於社群平台 Instagram 上以英語回應“I don't care about people not liking me.”（我不在乎別人不喜歡我），反指部分網民過分相信傳媒報導，形容他們沒受過教育。她卸任後並沒有繼續簽約TVB及留在香港演藝圈，而是返回加拿大發展，並打算進軍荷里活。在同年12月，她更獲新時代電視邀請擔任2018年多倫多華裔小姐競選大會評審。
2022年，她以香港代表身份參加該年度的 Miss Face of Humanity 選美，最終取得第四名之成績。
2024年9月26日，她以個人身份參加該年度的環球小姐香港選拔賽，最终获得季军。

## 家庭
雷莊𠒇父親為香港十大傑出設計師之一「設計多面手」雷葆文，當選港姐接受訪問時，曾透露母親洋名跟當時投給她決定性一票的評判鄭裕玲暱稱同樣是叫DoDo，家中還有一個妹妹Tiffany Louie和一個弟弟Johnny Louie。卸任港姐後，雷莊𠒇將會搬回加拿大發展，但因她是在香港長大，而且曾經也在香港定居超過10年，在香港也認識了很多人生中最好的朋友，所以她對香港有著濃厚感情，加上父親長期在香港工作，故此雷莊𠒇聲稱會不定期返港，亦有可能會接受一些合適的短暫自由身工作機會。

## 感情生活
雷莊𠒇前男友為任職牙醫的 HanMin Miao 。

## 曾獲獎項與提名
| 年份   | 獎項                                       | 結果 |
| 2017年 | 2017香港小姐競選 冠軍                      | 獲獎 |
| 2017年 | 2017香港小姐競選 「最上鏡小姐」            | 獲獎 |
| 2018年 | 2018國際中華小姐競選 季軍                  | 獲獎 |
| 2022年 | Miss Face of Humanity 2022 - 3rd runner up | 獲獎 |

## 外部連結
- 雷莊𠒇的Facebook專頁
- 雷莊𠒇的Instagram帳戶
- 2017香港小姐競選 - 5號　雷莊𠒇 Juliette Louie - 佳麗檔案 - tvb.com

| 前任： 馮盈盈 | 香港小姐競選冠軍 2017年 | 繼任： 陳曉華 |

| 前任： 劉穎鏇 | 香港小姐競選最上鏡小姐 2017年 | 繼任： 鄧卓殷 |